# ナリカン
鳴鐶（ナリカン）は、主に京都市内の神輿に見られる錺金具（かざりかなぐ）の一種。
神輿を担ぐために取り付けられる。轅(ナガエ)という棒の、前後の計4カ所の端（はな）に取り付けられる。
「ホイット、ホイット」という掛け声とともに特殊なステップで跳ねる京都市内特有の担ぎ方で上下に揺さぶられ、「カシャン、カシャン」と鳴る。

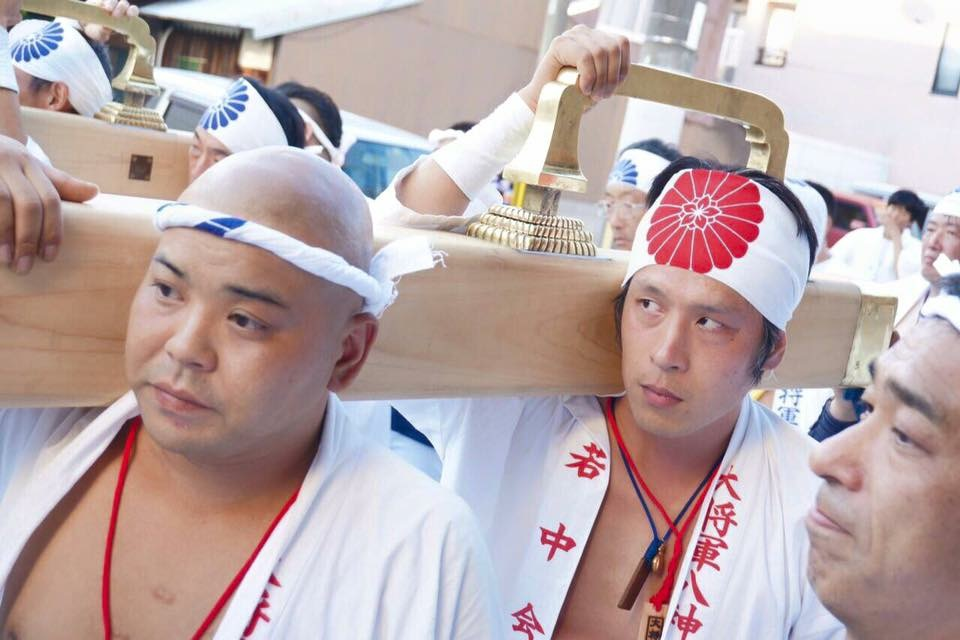
京都、大将軍八神社の神輿を担ぐ担ぎ手。握っているのが鳴鐶。

## 形状
コの字形の鐶に、三つ程度の座金を通して固定しており、上下に揺さぶり音を鳴らす。
多くは意匠を凝らした細工がされており、美術的価値も高い。

## 鳴鐶巡行
神輿渡御に先立ち、轅から取り外した(もしくは予備の)鳴鐶を頭上に掲げ、氏子地区を巡行する「鳴鐶巡行」も行われる。
「鐶鳴らし」とも呼ばれ、神輿渡御が始まることを知らせたり、道を浄める意味合いもある。